# Pierre Comba
Pierre Comba (Nice, royaume de Sardaigne, 1er septembre 1859 - Nice, 29 juillet 1934) est un artiste-peintre français d'origine italienne. Il est renommé pour ses aquarelles illustrant la vie des chasseurs alpins. Son nom complet est Pierre-Paul Comba (les Comba, père et fils, peintres tous les deux, possèdent donc le même prénom).

## Biographie
Son père, Pierre-Paul Comba, d'ascendance italienne, est également peintre. C'est ce dernier qui inculque à son fils les premiers rudiments de son art. Pierre-Paul Comba père est né le 27 janvier 1833[réf. souhaitée] à Beaumont (Haute-Savoie), duché de Savoie, royaume de Sardaigne, et meurt à Nice le 28 novembre 1872. Il est le fils de Luigi Comba (né à Cassolnovo, Italie et mort à Nice le 7 novembre 1849[réf. souhaitée]) et de Angela Pinoli (née à Intra, Verbania, Italie et morte à Menton le 14 octobre 1877[réf. souhaitée]).
Dans les années 1880, Pierre Comba fils s'installe à Paris, et entre à l’École des Beaux-Arts dans la classe de Jean-Léon Gérôme, grand maître de l’École historique. Dans la capitale, il profite des nombreux liens de son père dans les milieux intellectuels et artistiques.
Conscrit, il sert au 92e régiment de ligne et part en Afrique du Nord où il participe à la campagne de Tunisie en 1881. Encouragé par les peintres militaires, il entre au Dépôt de la Guerre comme dessinateur auxiliaire en septembre 1883. Il est titularisé en octobre 1887 comme peintre aquarelliste mais démissionne, pour raisons de santé, en novembre 1888. Pierre Comba fut le dernier peintre officiel de l'armée française rémunéré en tant que tel.
Fin 1888, Pierre Comba s'installe définitivement dans sa ville natale où il se marie avec une niçoise, Catherine Musso. Rapidement veuf, il épouse une vénitienne, Clotilde Perusini, qui lui donne un fils en 1896. Ce dernier s'engagera en 1914 dans le 7e bataillon de chasseurs alpins.
Pierre Comba, ancien peintre-militaire, il obtient l’autorisation de l’État-major, de suivre, sac et matériel au dos, les manœuvres d’été comme d’hiver dans l’ensemble du massif alpin (Comté de Nice, Dauphiné, Savoie). Il va ainsi continuer pendant vingt-six ans, jusqu'au début de la grande guerre, à suivre les unités de chasseurs alpins dans leurs missions des Grandes Alpes à la Méditerranée et les représenter dans leur vie quotidienne.
En 1903, il devient membre de la Société des peintres de montagne où il expose régulièrement de 1907 à 1914. Il a dessiné pour les Annuaires de l'Armée française et a été le collaborateur de plusieurs revues comme Le Figaro Illustré ou L'Éclaireur de Nice. Plusieurs villes et surtout Nice lui commandent des illustrations pour leurs documents publicitaires destinés aux touristes. Il a été aussi sollicité par plusieurs villes de montagne pour leurs illustrations, comme le Syndicat d’initiative d’Annecy pour illustrer par des aquarelles la couverture de ses guides de 1904 à 1909.
De 1914 à 1918, il reprend du service comme peintre de l'Armée et part sur le front, principalement avec les chasseurs alpins qu'il suit dans les batailles qu'ils mènent, des escarpements glacés des Vosges aux tranchées boueuses de la Somme. Il va en rapporter d'excellents croquis et de très émouvantes aquarelles.
Après la guerre, il continue d’apporter sa collaboration et même de se dévouer pour les œuvres en réalisant billets de tombola, programmes, souvenirs patriotiques. Il décore aussi les foyers du poilu que municipalités et associations fondent dans de nombreuses localités.
Sa mort, survenue à Nice en 1934, dans sa villa du fond d’une avenue privée (percée au milieu du boulevard Gambetta et baptisée dès 1921 de son patronyme), met fin à cette longue carrière de peintre militaire mais qui avait bien d’autres facettes. En effet, peintre d’armée et paysagiste, Pierre Comba se révèle également peintre d’histoire et affichiste.

## Son œuvre
Il maîtrise parfaitement l’aquarelle. Il a excellé dans la représentation des chasseurs alpins en manœuvre, sur les champs de bataille ou au repos. 

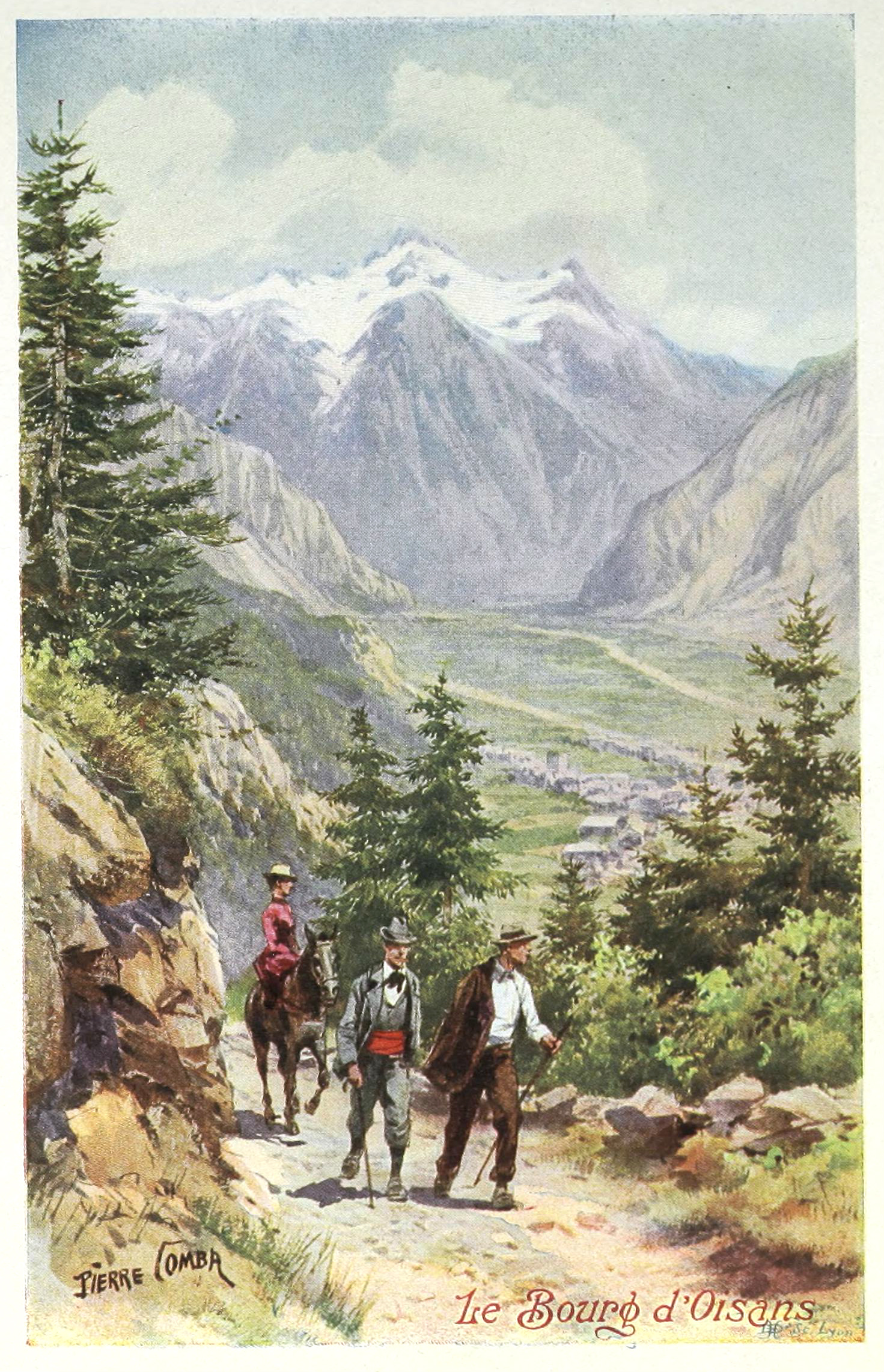
La Vallée de la Romanche et le Massif de Belledonne (1910).
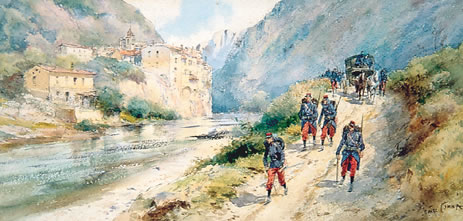
Artilleurs de montagne face au village de Fontan dans la vallée de la Roya.
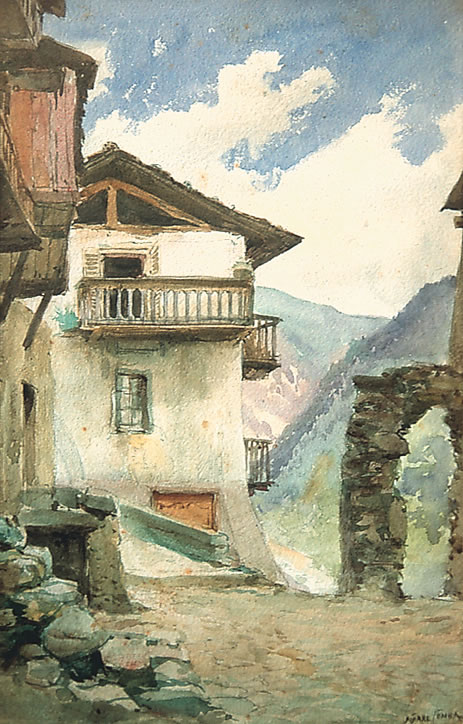
Ruelle à Venanson (Alpes-Maritimes).

## Musées
- Musée Masséna à Nice, musée d'Art & d'Histoire
- Musée dauphinois à Grenoble
- Musée des troupes de montagne à Grenoble.